# Mortalidade perinatal
A mortalidade perinatal refere-se à morte de um feto ou recém-nascido e é a base de cálculo da taxa de mortalidade perinatal. Existem várias interpretações quanto à definição precisa daquilo que pode ser considerado mortalidade perinatal. A Organização Mundial de Saúde define a mortalidade perinatal como o número de nados mortos e de óbitos de recém-nascidos na primeira semana de vida, em relação a cada mil nados-vivos.